# Форо
Форо̀ (на португалски: Forró) е танцов и музикален стил в традиционната бразилска музика.
Възникнал през 19 век в североизточните части на страната, днес той има по-широка популярност. Въпреки това форо се свързва преди всичко с ежегодните фестивали Феста Жунина.